# Canton de Revin
Le canton de Revin est une circonscription électorale française située dans le département des Ardennes et la région Grand Est.
À la suite du redécoupage cantonal de 2014, les limites territoriales du canton sont remaniées. Le nombre de communes du canton passe de 2 à 7.

## Histoire
Le canton de Revin est créé par décret du 23 juillet 1973 à la suite du démantèlement du canton de Fumay.
Par décret du 21 février 2014, le nombre de cantons du département est divisé par deux, avec mise en application aux élections départementales de mars 2015. Le canton de Revin est conservé et s'agrandit. Il passe de 2 à 7 communes ; son territoire correspond à celui du canton de Fumay avant 1973.

## Géographie
Ce canton est organisé autour de Revin dans l'arrondissement de Charleville-Mézières. Son altitude moyenne est de 139 m.

## Représentation

### Représentation avant 2015
| Période | Période          | Identité             | Étiquette | Qualité |
| ------- | ---------------- | -------------------- | --------- | --- |
| 1973    | 1974 (démission) | Camille Titeux       | PS        | Président du Conseil Général (1967-1973) Député (1951-1958) Maire de Revin (1945-1971) Elu en 1974 dans le Canton de Rumigny |
| 1974    | 1982             | Gérard Istace        | PS        | Professeur Maire de Revin (1977-1994) Député (1981-1986 et 1988-1993) Conseiller régional (1976-1988)                        |
| 1982    | 2008             | Bernard Dahout       | PS        | Professeur Maire de Revin (1994-2008) Suppléant du député Philippe Vuilque (1997-2002)                                       |
| 2008    | 2015             | Mme Dominique Ruelle | PS        | Conseillère municipale (et ancienne adjointe au maire) de Revin                                                              |

### Représentation à partir de 2015
| Période élective | Période élective | Mandat | Mandat   | Identité             | Nuance | Nuance | Qualité                                                                                            |
| ---------------- | ---------------- | ------ | -------- | -------------------- | ------ | ------ | -------------------------------------------------------------------------------------------------- |
| 2015             | 2021             | 2015   | 2021     | Mme Dominique Ruelle |        | PS     | Conseillère municipale de Revin jusqu'en 2020                                                      |
| 2015             | 2021             | 2015   | 2021     | Benoît Sonnet        |        | PS     | Retraité de l'enseignement Maire d'Haybes (2001-2020) Ancien conseiller général du canton de Fumay |
| 2021             | 2028             | 2021   | en cours | Dominique Ruelle     |        | DVG    | Conseillère sortante                                                                               |
| 2021             | 2028             | 2021   | en cours | Mathieu Sonnet       |        | DVG    | Professeur des écoles Maire de Fumay Fils de Benoit Sonnet                                         |

#### Élections de mars 2015
À l'issue du 1er tour des élections départementales de 2015, deux binômes sont en ballottage : Dominique Ruelle et Benoît Sonnet (PS, 43,39 %) et Anaïs-Jeanne Mater et Corentin Noizet (FN, 25,34 %). Le taux de participation est de 46,71 % (4 561 votants sur 9 764 inscrits) contre 48,72 % au niveau départementalet 50,17 % au niveau national.
Au second tour, Dominique Ruelle et Benoît Sonnet (PS) sont élus avec 66,45 % des suffrages exprimés et un taux de participation de 44,89 % (2 731 voix pour 4 383 votants et 9 764 inscrits).

#### Élections de juin 2021
Le premier tour des élections départementales de 2021 est marqué par un très faible taux de participation (33,26 % au niveau national). Dans le canton de Revin, ce taux de participation est de 27,75 % (2 518 votants sur 9 074 inscrits) contre 31,87 % au niveau départemental. À l'issue de ce premier tour, deux binômes sont en ballottage : Dominique Ruelle et Mathieu Sonnet (DVG, 71,22 %) et Felice Cipolla et Maryse Despas (RN, 28,78 %).
Le second tour des élections est marqué une nouvelle fois par une abstention massive équivalente au premier tour. Les taux de participation sont de 34,3 % au niveau national, 32,73 % dans le département et 27,91 % dans le canton de Revin. Dominique Ruelle et Mathieu Sonnet (DVG) sont élus avec 71,75 % des suffrages exprimés (1 732 voix pour 2 533 votants et 9 076 inscrits),,.

## Composition

### Composition de 1973 à 2015

Situation du canton de Revin dans le département des Ardennes avant 2015.

Le canton de Revin regroupait deux communes.
| Nom               | Code Insee | Codepostal | Superficie (km2) | Population (dernière pop. légale) | Densité (hab./km2) |
| ----------------- | ---------- | ---------- | ---------------- | --------------------------------- | ------------------ |
| Revin (chef-lieu) | 08363      | 08500      | 38,42            | 6 979 (2012)                      | 182                |
| Anchamps          | 08011      | 08500      | 2,26             | 232 (2012)                        | 103                |

### Composition depuis 2015
Le nouveau canton de Revin comprend sept communes entières.
| Nom                           | Code Insee | Intercommunalité          | Superficie (km2) | Population (dernière pop. légale) | Densité (hab./km2) | Modifier                                    |
| ----------------------------- | ---------- | ------------------------- | ---------------- | --------------------------------- | ------------------ | ------------------------------------------- |
| Revin (bureau centralisateur) | 08363      | CC Ardenne rives de Meuse | 38,42            | 5 795 (2022)                      | 151                | modifier les données · modifier les données |
| Anchamps                      | 08011      | CC Ardenne rives de Meuse | 2,26             | 215 (2022)                        | 95                 | modifier les données · modifier les données |
| Fépin                         | 08166      | CC Ardenne rives de Meuse | 5,79             | 236 (2022)                        | 41                 | modifier les données · modifier les données |
| Fumay                         | 08185      | CC Ardenne rives de Meuse | 37,56            | 3 118 (2022)                      | 83                 | modifier les données · modifier les données |
| Hargnies                      | 08214      | CC Ardenne rives de Meuse | 42,24            | 453 (2022)                        | 11                 | modifier les données · modifier les données |
| Haybes                        | 08222      | CC Ardenne rives de Meuse | 28,05            | 1 806 (2022)                      | 64                 | modifier les données · modifier les données |
| Montigny-sur-Meuse            | 08304      | CC Ardenne rives de Meuse | 8,10             | 77 (2022)                         | 9,5                | modifier les données · modifier les données |
| Canton de Revin               | 0812       |                           | 162,42           | 11 700 (2022)                     | 72                 | modifier les données                        |

## Démographie

### Démographie avant 2015
| 1982   | 1990  | 1999  | 2006  | 2011  | 2012  |
| ------ | ----- | ----- | ----- | ----- | ----- |
| 10 664 | 9 575 | 9 155 | 8 132 | 7 417 | 7 211 |

### Démographie depuis 2015
En 2022, le canton comptait 11 700 habitants, en évolution de −8,89 % par rapport à 2016 (Ardennes : −2,97 %, France hors Mayotte : +2,11 %).
| 2013   | 2018   | 2022   |
| ------ | ------ | ------ |
| 13 439 | 12 332 | 11 700 |